# Бугатти (поезд)
Поезд Бугатти — французский поезд с силовой установкой из 4-х бензиновых двигателей. Производился французской компанией Этторе Бугатти в 1933—1934 году. Всего было построено 88 составов. Широкую известность поезд получил в 1933 году, когда он установил новый рекорд скорости для пассажирских поездов — 172 км/ч. 24 октября 1934 он установил новый мировой рекорд - 192 км/ч.
Сохранился всего 1 поезд данной модели, который находится в железнодорожном музее «Город поездов».